# Isola di Capo Rizzuto
Isola di Capo Rizzuto é uma comuna italiana da região da Calábria, província de Crotone, com cerca de 14.233 habitantes. Estende-se por uma área de 125 km², tendo uma densidade populacional de 113 hab/km². Faz fronteira com Crotone, Cutro.

## Demografia
| Variação demográfica do município entre 1861 e 2011                               |
|                                                                                   |
| Fonte: Istituto Nazionale di Statistica (ISTAT) - Elaboração gráfica da Wikipedia |